# Табачные изделия

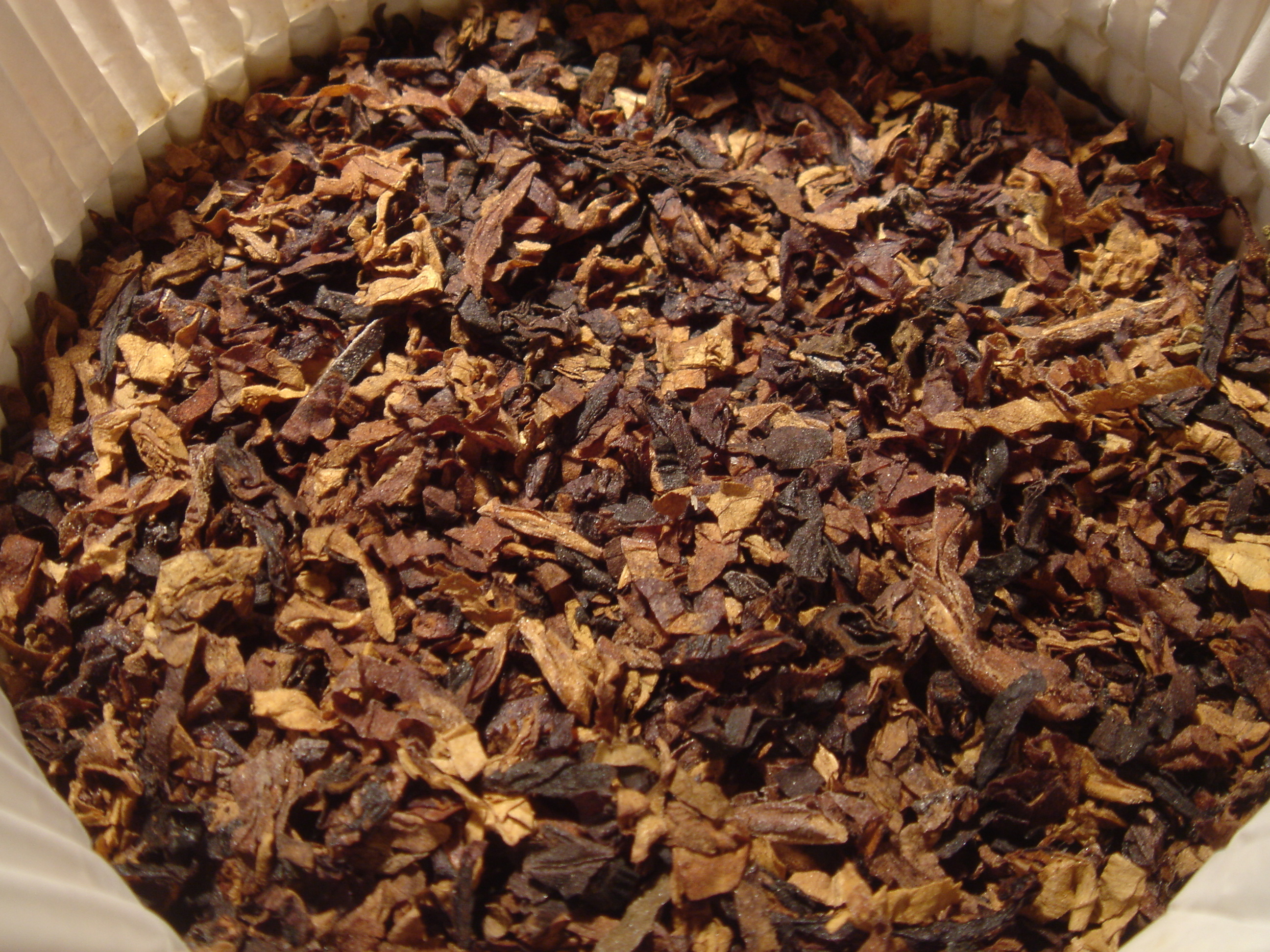
Табак, готовый к употреблению

Табачные изделия — продукты, содержащие табак (обработанные листья растения Nicotiana tabacum), возможно, с добавлением ароматизаторов, и имеющие потребительскую упаковку. Разделяют табачные изделия, предназначенные для курения, жевания, нюханья, сосания.
Табачные изделия содержат алкалоид никотин (сильнодействующий нейротоксин и кардиотоксин, инсектицид и психостимулятор). Кроме никотина, табачные продукты содержат другие активные алкалоиды и канцерогенные вещества.
При повторном употреблении способен вызывать физическую и психическую зависимость. По потенциалу развития физической зависимости никотин сравним с остальными распространёнными наркотическими веществами: героином, кокаином, этиловым спиртом.
Производство табачных изделий относится к отрасли табачной промышленности, являющейся частью пищевой промышленности.

## Основные виды табачных изделий
Курительные изделия:
- Сигарета (с фильтром и без)
- Папиросы
- Сигара
- Сигарилла
- Курительный табак (для сигарет, папирос и самокруток)
- Трубочный табак
- Табак для кальяна
- Курительная махорка
- Табачные стики (для IQOS)

Некурительные изделия:
- Жевательный табак
- Насвай
- Загубный табак (снюс)
- Нюхательный табак (снафф)